# Rossiya
Rossiya Airlines er et flyselskab fra Rusland. Selskabet er ejet af den russiske stat, og har hub og hovedkontor på Pulkovo Airport i den russiske storby Sankt Petersborg. Selskabet startede flyvningerne i 2006 efter en fusion. Flyselskabet opererer kommercielle rute-og charterflyvninger fra Sankt Petersborg og Moskva, og VIP-flyvninger for den russiske regering. Det er Rossiya der står for driften og flyvning af Ruslands præsidents faste fly.

## Historie
Selskabet blev stiftet i 2006 efter en fusion mellem det Moskva-baserede selskab af samme navn og Pulkovo Aviation Enterprise fra Sankt Petersborg. 
I sommeren 2011 fløj selskabet til over 90 destinationer, primært med udgangspunkt fra Moskva og Sankt Petersborg. London Gatwick Airport var eneste rute til England, ligesom der blandt andet og var en rute til Stockholm og Københavns Lufthavn. Rossiya havde ingen oversøiske destinationer på det kommercielle rutekort.

## Flyflåde

### Kommerciel drift
Rossiyas flåde til den kommercielle rutetrafik består af (december 2010):

### Regerings fly
Rossiyas flåde af fly beregnet for den russiske stat er (december 2010):